# Ливийцы (древние)
Ливийцы (древние) (егип. транслит. rbw, rb, rbj = ребу/либу, др.-греч. Λύβιοι, лат. Líbyes) — древние народы, разговаривавшие на берберо-ливийских языках, предки европеоидного населения Северной Африки, современных берберов. В древнеегипетских источниках упоминаются такие ливийские народы, как темеху, техену, мешвеш, каикаша, шаитеп, исавада, ааса, вакана и либу.

## Этимология названия
Этноним «ливийцы» появился вероятнее всего в Египте. В период Древнего Царства (около 2700—2200 гг. до н. э.) встречаются надписи с именем одного из западных кочевых племён — «ребу» или «либу» (егип. rbw, rb, rbj). В какой-то период это племя выделилось среди других кочевников и по его наименованию египтяне стали называть все народы к западу от долины Нила — «ливийцы». Это наименование, возможно заимствованное от египтян, упоминается в древнееврейских источниках, в Книге Бытия — ивр. לובים‎ («лувим») и, возможно, ивр. להבים‎ («леавим»). Библейская традиция считает их родственным египтянам хамитским народом, то есть потомками Хама. Иосиф Флавий называет их потомками Фута, сына Хама (хотя в Библии о потомках Фута не упоминается). В эпоху ранней и классической античности древние греки, расширяя свою экспансию в Средиземноморье, переняли от египтян название «ливийцы» (др.-греч. Λύβιοι) и стали называть ливийцами всё светлокожее автохтонное население Северной Африки, не включая египтян и финикийцев (пунийцев).
С периода поздней античности постепенно начинается замещение этнонима «ливийцы» на берберы (др.-греч. βάρβαροι, лат. barbari). Новое имя возможно произошло от греческого (βάρβαρος) и латинского (barbarus) названия «варвар» — «чужеземец», либо от местного «бер-абер» — «переселяться группами». Самоназвание берберов — амазиг, амахаг (кабильск. Imaziɣen — «человек») может восходить к наименованиям племён некоторой части древних ливийцев.

## История
История ливийцев — это история тесных контактов, конфликтов и взаимопроникновения культур с постепенно осуществляющими экспансию в их земли египтянами (династический Египет), финикийцами (многочисленные колонии, одна из которых сформировалась в Карфагенскую державу), греками (эллинистический Египет, колонии, разросшиеся в сильное государство в Киренаике), римлянами (оккупация всей Северной Африки) и евреями (многочисленные общины переселенцев в Киренаике, Триполитании).

### Протоливийцы
Ряд исследователей предполагает, что начиная с VIII—VII тысячелетия до н. э. шла миграция неолитических племён из Передней Азии в Северную Африку. Их пути проникновения в Африку пролегали на севере — по суше через Синайский полуостров, и на юге — по морю через Баб-эль-Мандебский пролив. Причинами переселения послужило окончание первого неолитического климатического оптимума и наступление опустынивания Аравийского полуострова. Среди племён, проходящих северным сухопутным путём, были носители праливийского языка. Они выходили к дельте Нила, но не селились в ней, а двигались дальше, так как она представляла собой до периода аридизации огромное болото или даже возможно залив. Далее миграция могла идти по нынешней пустыне между Красным морем и Нилом, а потом через бывший в то время нильским притоком Вади-Хаммамат. Таким образом мигранты в течение десятилетий и веков постепенно смещались в Северную Африку, где передвигались, оседали, сталкивались и смешивались самые разные группы населения и антропологические типы. Часть этих групп выделилась ещё в Азии, часть, возможно, в долине Нила, часть приходила с юга, но основным котлом для формирования протоливийцев стала цветущая тогда Сахара, где помимо них шёл этногенез протогуанчей, проточадцев, протофульбе и других народов.

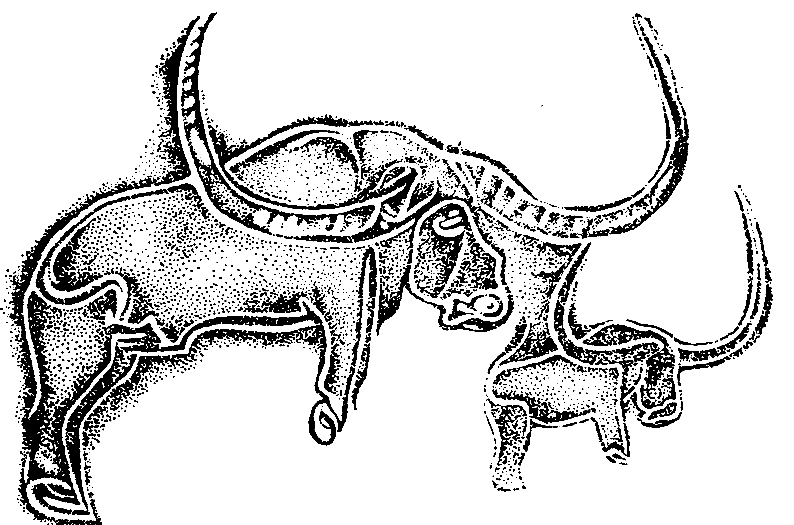
Петроглифы Тассилин-Адджер.

Сейчас известны многочисленные памятники наскального искусства — петроглифы, оставшиеся от древних жителей Сахары. Кроме ритуальных функций, эти рисунки возможно использовались как межэтническое и межъязыковое средство передачи культурной информации. Особенно интересны петроглифы в юго-восточной части Алжира — плато Тассилин-Адджер. На плато найдены рисунки с VII тысячелетия до н. э., подтверждающие, что пустыня в древности была плодородной местностью, по просторам которой бродили огромные стада животных, а на берегах рек и озёр селились люди, занимавшиеся охотой, собирательством и рыбной ловлей. К древнейшим неолитическим культурам Сахары, согласно классификации наскальных рисунков по А. Лоту, относились — так называемые культуры «периода буйвола» и «периода круглоголовых», которые были созданы негроидным населением примерно в VIII—V тысячелетии до н. э.
Причиной следующей волны миграций многовекового водоворота населения Сахары послужило начавшееся опустынивание восточной её части. В связи с этим племенам, проживавшим на территории современной Ливийской пустыни, пришлось переместиться в Центральную и Западную Сахару. Но благодаря этому же явлению долина Нила стала пригодной для проживания, и постепенно (не позже, чем в V—IV тысячелетия до н. э.) по ней с юга из Эфиопии пришли носители праегипетского языка.

### Ранняя история
В V — конце III тыс. до н. э. наступила эпоха наибольшего расцвета неолитической культуры Сахары. Это был, согласно классификации А. Лота, так называемый «период полорогих». Культура была создана племенами скотоводов, разводившими огромные стада коз, коров и быков и, может быть, газелей. Наскальные изображения свидетельствуют о проживании здесь, по меньшей мере, трех антропологических рас: европеоидной (белой) и двух малых рас негроидной расы — а именно эфиопской (как бы переходной между европеоидной и негроидной) и негрской.

### Ливийцы и Древний Египет

Третий переходный период. Ливийцы в Нижнем Египте.

Ко временам заката культуры «периода полорогих» в Египте эпохи Древнего Царства (около 2700—2200 гг. до н. э.) упоминаются кочевые племена ливийцев к западу от долины Нила, одну группу которых египетские источники называют «чимх» (от kimhu — по-видимому, «черные», то есть брюнеты), а другую «чихну» (от kihn[aw]u — «светлые», то есть блондины). Принятые в исторической науке названия этих племён — темеху и техену. Также позже упоминаются каикаша, шаитеп, машаваша, исавада, ааса, вакана и либу — от последнего вероятно и произошло название ливийцев.

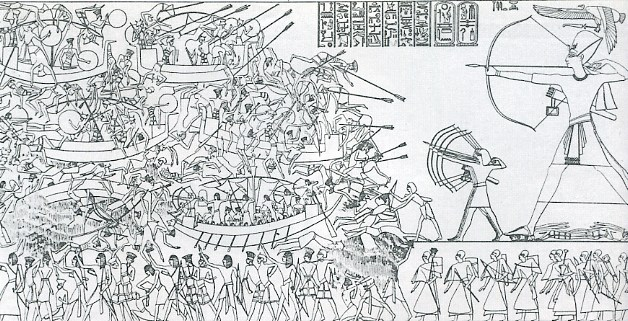
Сражение Рамсеса III с «народами моря» и ливийцами.

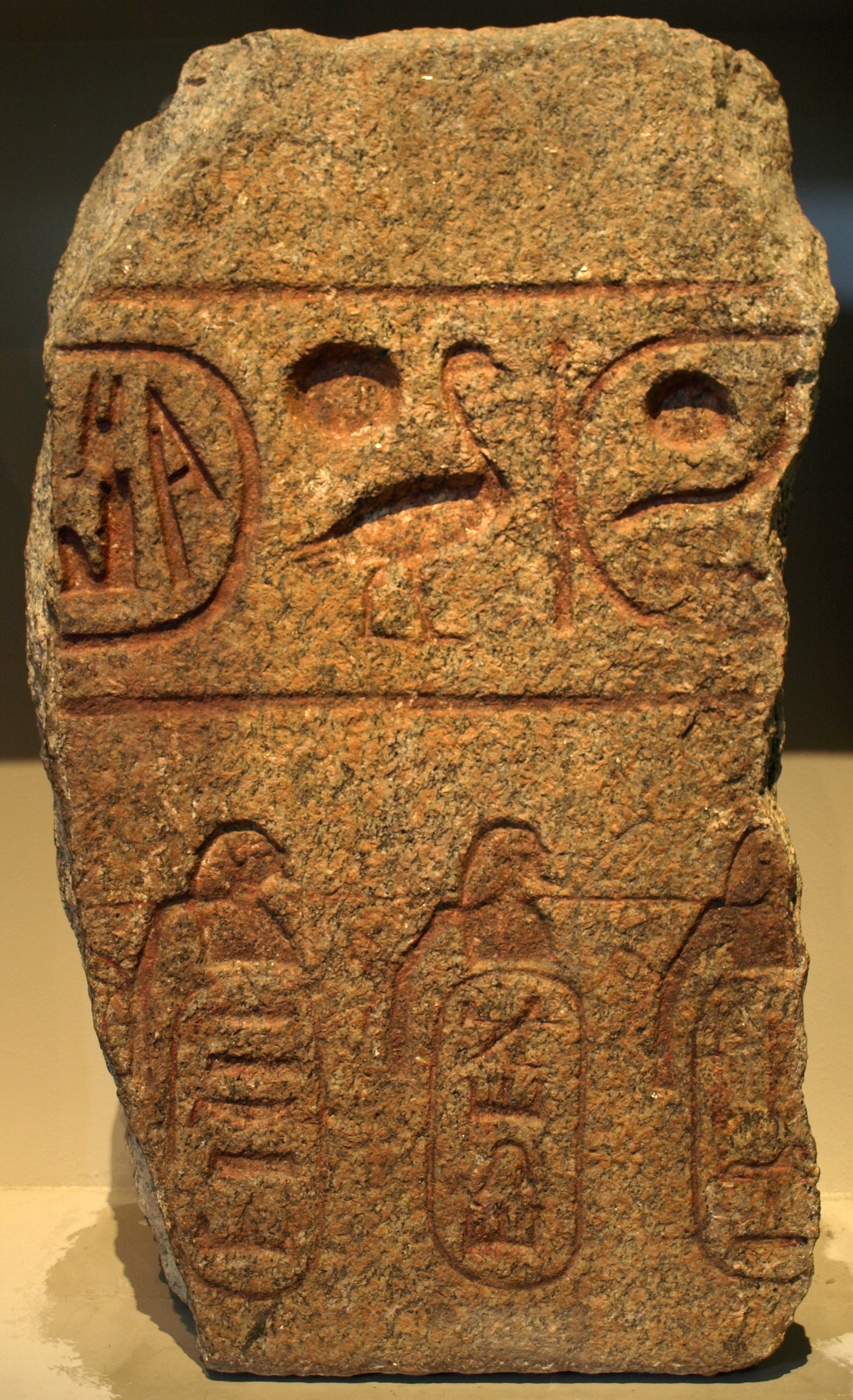
Упоминается машаваша среди покорённых Рамсесом II народов (красный гранит, 1250 до н. э.)

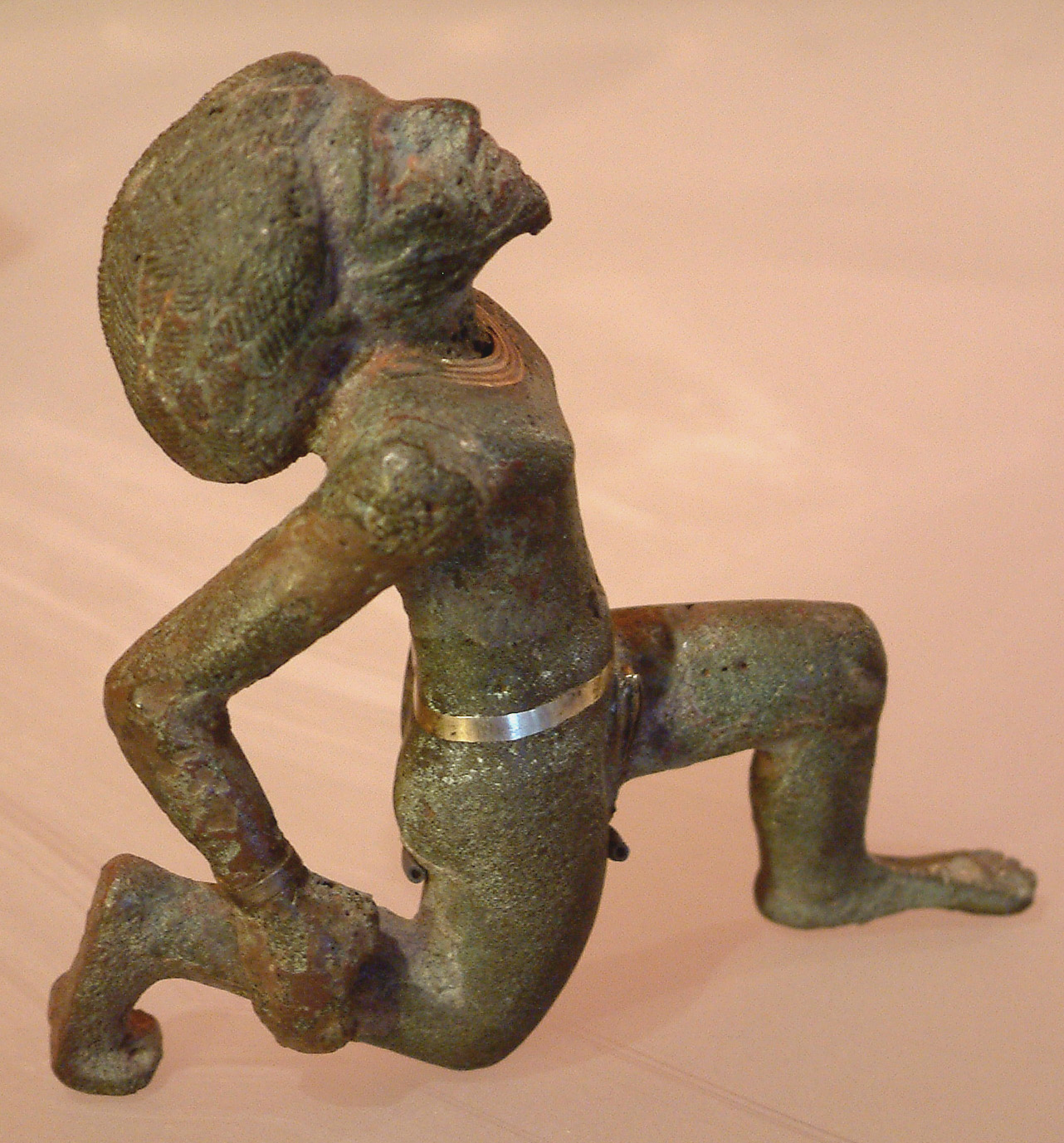
Пленный ливиец.
Древний Египет, бронза

С конца III тысячелетия до н. э. наскальные рисунки исчезают, и новые появляются только по прошествии около тысячи лет. Происходит это в связи с усиливающейся аридизацией Сахары, особенно восточной её части. На протяжении всего II тысячелетия до н. э. пустыня наступает, пересыхают уэды, люди начинают покидать обжитые земли. Ко времени появления новых петроглифов (со второй половины II тысячелетия до н. э.) расовый состав восточной Сахары становится более однородным. Её в основной массе покинули негроиды и эфиопоиды, и остались одни европеоиды. Именно этим племенам (в частности возможно гарамантам и фазаниям) принадлежит культура «периода колесниц» эпохи металла (вторая половина II—I тысячелетие до н. э.), эти же ливийские племена покорили Египет и создали в нем XXII и XXIII династии, правившие в X—VIII веках до н. э.

### Период античности
Одним из первых античных авторов о ливийцах упоминает Гомер. По Геродоту назывались Максиями (Машаваша), Асбитами (Исавада), Овсеями (Ааса) и Маками (Вакана). К ним причислялись племена Ливии нумиды, маврусии, гетулы.

## Характеристические признаки
В египетских, греческих и латинских памятниках III тысячелетия до н. э. — I тысячелетия н. э. древние ливийцы описаны как смуглые или светлые европеоиды. Внешний облик ливийцев, в основном описываемый по древнеегипетским изображениям: белый цвет кожи, множество татуировок, своеобразные цветные плащи и пояса, страусовое (или аистовое) перо на голове, спускавшиеся на виски косы, а также определённой формы борода.

## Культура и верования
Среди древних ливийцев бытовали традиционные верования, на которые, как и на всю культуру этих племён, в той или иной степени, оказывали влияние соседние народы (египтяне, финикийцы, древние греки, римляне и евреи), постепенно селившиеся в землях обитания ливийцев. Взаимопроникновение культур было обоюдным, пришлые народы также что-то перенимали у местных племён (например, возможно, греки переняли у них искусство езды на колесницах запряжённых четвёркой коней, некоторые особенности погребальных обрядов:189).
Одним из первых античных авторов в V веке до н. э. описал племена Древней Ливии и их нравы Геродот в своей «Истории» (Книга IV Мельпомена). Среди бытовых особенностей Геродот указывал, что ливийцы (те которые проживали от Египта до Малого Сирта) питаются мясом (но не едят говядину и свинину) и пьют молоко (некоторые иногда всыпают в него размолотую саранчу):172, 186. Про погребальные обряды он сообщал, что они такие же, как у греков (кроме обрядов насамонов):190, а брачные обычаи содержали элементы оргий:172 (см. также: верования и обычаи адирмахидов и насамонов).

### Восточные ливийцы
На культуру восточных ливийцев (адирмахидов, гилигаммов и прочих обитавших в Киренаике, Мармарике и Нижнем Египте) оказывала сильное влияние древнеегипетская религия. В пантеоне некоторых племён ливийцев имелись божества, общие с египтянами — Исида:186, Аш (отождествляемый с Сетом и Ха):29, 144. Вероятно влияние оказывал и знаменитый религиозный центр античности, расположенный по соседству с землями восточных ливийцев — храм с оракулом Амона (оазис Аммоний), в который, через ливийские земли, постоянно путешествовали паломники (известнейший — Александр Македонский:43). Также восточные ливийцы имели тесные контакты с пришлыми колонистами — греками-ферейцами. С VII-V веков до н. э. часть побережья попадает под контроль греческих городов-государств Кирены, Барки и др. и начинает называться Киренаика. Местные ливийские племена попадают в зависимость, и всячески притесняются греками, что вызывало военные столкновения:159.

### Внутренняя Ливия и берег обоих Сиртов
На востоке Сиртики, юге Киренаики и Мармарики обитали насамоны (включая авгилов), отличавшиеся от прочих ливийцев наличием более выраженного культа поклонения духам предков и погребальными обрядами (хоронили умерших сидя):172, 190. В глубине пустыни (возможно область Фазания) расселялись гараманты, возникновении культуры которых, по одной из теорий, связано с нашествием «народов моря».

## Язык и письменность

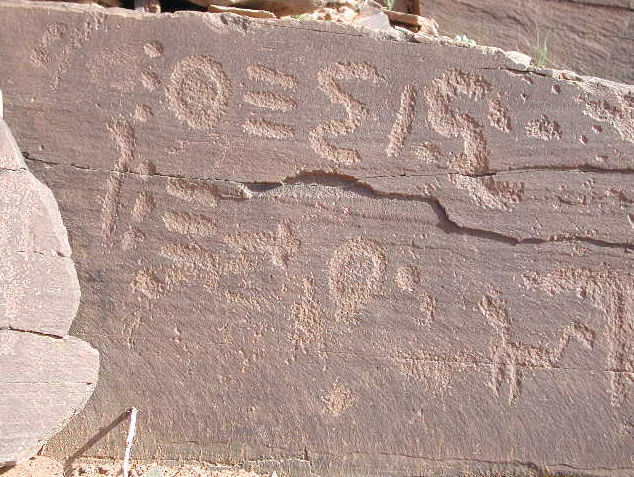
Надпись письмом тифинаг.

Древние ливийцы говорили на одной из африканских ветвей афразийской языковой семьи — берберо-ливийских языках. Этим языкам близко родственны вымершие гуанчские языки, бывшие в употреблении у жителей Канарских островов. К афразийским языкам относится мертвый сейчас язык соседей ливийцев — древних египтян.
Ряд исследователей[кто?] полагает, что изначальный язык афразийцев, так называемый «праафразийский» язык, начал распадаться на отдельные диалекты (в том числе праливийско-гуанчский) на территории Передней Азии (по-видимому, на Аравийском полуострове) около XI—X тысячелетия до н. э. и перенесён в Северную Африку в ходе миграций неолитических племен начиная с VIII тыс. до н. э. Существует и другая версия распространения афразийских языков — из северо-восточной Африки.
Степень родства древнеливийских языков с современными берберскими языками не вполне установлена. Сейчас, на территории Северной Африки берберо-ливийский язык родной для отдельных небольших этнических групп, в том числе туарегов и называется —  (Tamaziɣt, «тамазигхт»).
Письменность ливийцев — древнеливийское письмо, произошло от сильно видоизменённого финикийского алфавита. Оно существовало в двух разновидностях — восточной и западной. Направление письма уникально — справа налево, снизу вверх. Сейчас оно частично дешифрованно и разделено на три группы памятников: фезанско-триполитанские, западнонумидийские и восточнонумидийские. Самые ранние из них датируются II веком до н. э.
Из современной письменности к древнеливийской восходит только письмо туарегов —  (Tifinaɣ, «тифинаг»).

## Хозяйственная деятельность
- Скотоводство (кроме свиноводства[7]): разведение коз и овец, а также появившихся позже II века до н. э. верблюдов-дромедаров. Во время засух поголовье скота резко сокращалось.
- Собирательство и зачатки садоводства: сбор фиников, оливок, и особо — заготовка и переработка сильфия. Из его корней, листьев и сока изготовлялись приправы и лекарства. Хотя ливийцы, вероятнее всего, не перерабатывали его, а поставляли экстракты продукта. Этот товар был предметом торговли местных племён и важной статьёй экспорта соседней Киренаики, так как активно потреблялся во многих странах античного мира. В I веке н. э. он почти весь исчез:

«[…] страна, производящая сильфий и киренский сок, который выделяется сильфием после выжимки. Это растение почти что исчезло, когда варвары из-за какой-то вражды вторглись в страну и уничтожили самые корни травы.»
— Страбон (География. Книга XVII.)
- На побережье — рыболовство (тунец, сардины) и собирательство морских животных: губок и багрянок (моллюск, из которого делали драгоценный пурпур).
- Торговля велась, в основном, между местными племенами кочевников и киренскими греками побережья. Далее экспортные товары (важнейший — так называемый «киренский сок», продукт из сильфия), могли идти транзитом через Киренаику в Грецию и Рим). Обитатели Ливии торговали также с Египтом и близлежащими к нему областями (с Аммонием). Существовали торговые караванные пути и вглубь континента — в страну гарамантов и далее, в экваториальную Африку.

### Сноски
1. ↑  Использована система транслитерации Дж. П. Аллена (англ. J. P. Allen).